# Laurinburg-Maxton Airport
Laurinburg–Maxton Airport (IATA: MXE, ICAO: KMEB, FAA LID: MEB) est un aéroport situé à 5 km au nord de Maxton et à l'est de Laurinburg en Caroline du Sud.

## Historique
L'aéroport a été construit pour l'armée de l'air américaine pendant la deuxième Guerre mondiale. Il a servi comme base d'entrainement.

## Description
L'aéroport dispose de deux pistes:
- piste 5/23 d'une longueur de 1 978 m
- piste 13/31	d'une longueur de 1 144 m

L'équipe de parachutistes de l'armée américaine est basée sur cet aéroport.